# Tre Valli Varesine 2011
La Tre Valli Varesine 2011, novantunesima edizione della corsa e valida come evento dell'UCI Europe Tour 2011 categoria 1.HC, si svolse il 16 agosto 2011 su un percorso di 199,1 km. Fu vinto dall'italiano Davide Rebellin che terminò la gara in 4h41'30", alla media di 42,43 km/h.
Partenza con 146 ciclisti, dei quali 104 portarono a termine il percorso.

## Ordine d'arrivo (Top 10)
| Pos. | Corridore            | Squadra  | Tempo    |
| ---- | -------------------- | -------- | -------- |
| 1    | Davide Rebellin      | Miche    | 4h41'30" |
| 2    | Domenico Pozzovivo   | Colnago  | a 4"     |
| 3    | Thibaut Pinot        | FDJ      | a 7"     |
| 4    | Enrico Gasparotto    | Astana   | s.t.     |
| 5    | Simon Clarke         | Astana   | s.t.     |
| 6    | Egor Silin           | Katusha  | s.t.     |
| 7    | Federico Canuti      | Colnago  | s.t.     |
| 8    | Simone Stortoni      | Colnago  | s.t.     |
| 9    | Miguel Ángel Rubiano | D'Angelo | s.t.     |
| 10   | Danilo Di Luca       | Katusha  | a 17"    |